# 397 př. n. l.

## Hlava státu
- Perská říše – Artaxerxés II. (404–359 př. n. l.)
- Egypt – Nefaarudž I. (398–393 př. n. l.)
- Bosporská říše – Satyrus (433–389 př. n. l.)
- Sparta – Pausaniás (409–395 př. n. l.) a Agésiláos II. (399–360 př. n. l.)
- Athény – Euthycles (398–397 př. n. l.) » Souniades (397–396 př. n. l.)
- Makedonie – Orestes (399–396 př. n. l.)
- Epirus – Tharrhypas (430–392 př. n. l.)
- Odryská Thrácie – Amadocus I. (408–389 př. n. l.) a Seuthes II. (405–387 př. n. l.)
- Římská republika – tribunové L. Iulius Iullus, Aulus Postumius Albinus Regillensis, Lucius Furius Medullinus, P. Cornelius Maluginensis, L. Sergius Fidenas a A. Manlius Vulso Capitolinus (397 př. n. l.)
- Syrakusy – Dionysius I. (405–367 př. n. l.)
- Kartágo – Himilco II. (406–396 př. n. l.)